# 佐々木倫生
佐々木 倫生（ささき りんしょう、1921年11月22日 - 1996年5月28日）は日本の哲学者。元京都女子大学学長、鳥取女子短期大学学長。 福岡県築上郡吉富町出身。

## 略歴
- 旧制広島高等学校卒業
- 1947年（昭和22年） 京都帝国大学文学部哲学科卒業
- 1947年（昭和22年） 京都大学大学院（旧制）哲学専攻入学
- 1952年（昭和27年） 高野山大学文学部助教授（哲学担当） 〔1959年3月まで〕
- 1959年（昭和34年） 京都女子大学文学部助教授（哲学・宗教学担当）
- 1965年（昭和40年） 西ドイツ・マールブルク大学日本学科客員教授（日本文化担当） 〔1966年3月まで〕
- 1975年（昭和50年） 京都女子大学文学部教授（宗教学担当）
- 1980年（昭和55年） 西ドイツ・マールブルク大学客員教授（日本の宗教担当） 〔1980年7月まで〕
- 1987年（昭和62年） 京都女子大学および京都女子大学短期大学部 学長就任
- 1989年（平成元年） 京都女子大学名誉教授となる
- 1990年（平成2年） 京都外国語大学教授（宗教学担当）〔1992年3月まで〕
- 1992年（平成4年） 鳥取女子短期大学 学長就任
- 1993年（平成5年） 吉富町町制50周年記念の文化講演会において、『文化をめぐる心といのち』という演題で記念講演を行う。
- 1996年（平成8年） 脳梗塞のため死去[1]

## 出版物
- ギュンター・ランツコフスキー、佐々木倫生（訳）/高田信良（訳）『宗教現象学入門』海青社、1983年。ISBN 4906165036。